# Oms (Pirineos Orientales)
Oms es una localidad y comuna francesa situada en el departamento de Pirineos Orientales y la región de Occitania, en la comarca del Rosellón. Tenía 275 habitantes en 2007.
Sus habitantes reciben el gentilicio de Ulmiens en francés y Ometencs en catalán.

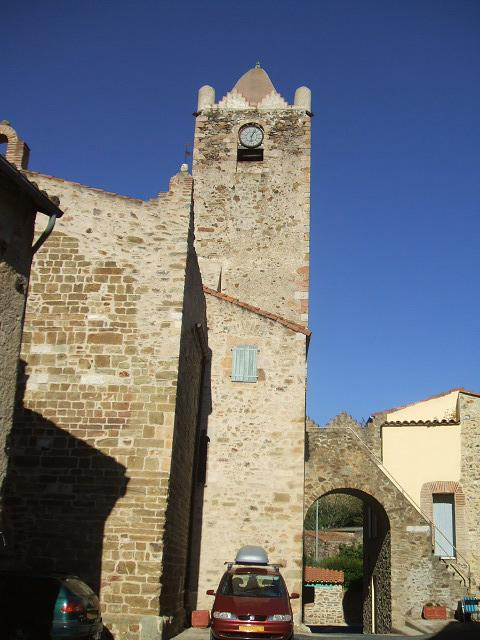
El campanario y la puerta fortificada.

Administrativamente, pertenece al distrito y al cantón de Céret y a la Communauté de communes des Aspres.

## Geografía
- La Oms se sitúa en la parte oriental de los Aspres, a una quincena de kilómetros al sureste de Thuir. Puede accederse hasta él por la carretera departamental 13 a partir del puerto de Llauro.
- La comuna de Oms limita con Taillet, Calmeilles, Montauriol, Llauro, Vivès, Céret y Reynès.

## Historia
- El pueblo es mencionado desde el siglo IX, bajo la forma Ulmos. El nombre designa un lugar plantado de olmos (en latín ulmus).
- La primera mención de la iglesia parroquial Saint-Jean, en el corazón del pueblo, data de 1011.
- Fue la sede de una poderosa familia de señores, la familia de Oms, del siglo XI al siglo XVII.

## Demografía
| 143 | 160 | 165 | 225 | 228 | 268 |
| Para los censos de 1962 a 1999 la población legal corresponde a la población sin duplicidades (Fuente: INSEE [Consultar]) |     |     |     |     |     |

## Lugares y monumentos

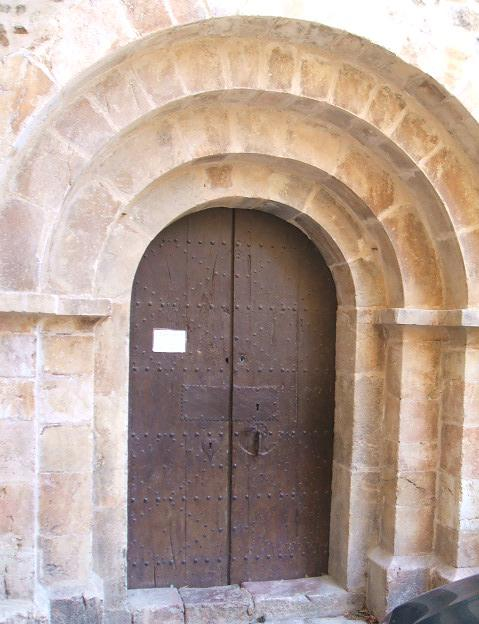
Pórtico de la iglesia Saint-Jean.

- El corazón del pueblo antiguo es la plaza principal, llena de encanto, situada al pie de la iglesia, y dominada por su campanario. Su lado este está delimitado por la iglesia Saint-Jean y la puerta fortificada que linda con ella, vestigio de las murallas y del castillo señorial.
- La iglesia parroquial Saint-Jean data verosímilmente del siglo XII, o del siglo XIII. En la época moderna (siglo XVIII) se han agregado capillas a la nave románica, pero el edificio ha conservado su aspecto severo e imponente, privado de toda decoración, puesto que estaba integrado en las fortificaciones del pueblo. Puede destacarse el ábside románico, en parte englobado en construcciones posteriores, el campanario fortificado (remodelado), y el pórtico románico, a tres dovelas.